# Mauricio Aros
Mauricio Fernando Aros (Punta Arenas, 9 maart 1976) is een Chileens voormalig voetballer.

## Clubcarrière
Aros begon zijn professionele carrière bij Universidad de Chile. In januari 2002 verhuisde hij naar Feyenoord waarmee hij de UEFA Cup won maar waar hij echter niet wist door te breken. Aan het begin van het seizoen 2002-03 vertrok Aros naar Maccabi Tel Aviv in Israël. Later speelde hij ook voor Al-Hilal in Saoedi-Arabië en Huachipato en Cobreloa in Chili. Hij speelde als laatste sinds 2011 als verdediger bij Unión Temuco.

## Interlandcarrière
Aros was een speler van het Chileens nationaal elftal en nam deel aan het WK 1998 en drie Copa America's. Hij speelde 30 interlands voor Chili waarin hij niet wist te scoren.

## Erelijst
Universidad de Chile
- Primera División: 1998/99, 1999/00
- Copa Chile: 1997/98, 1999/00

 Feyenoord
- UEFA Cup: 2001/02

 Maccabi Tel Aviv
- Ligat Ha'Al: 2002/03

 Universidad de Concepción
- Copa Chile: 2007/08